# Лешноволя (Пясечинський повіт)
Лешноволя (пол. Lesznowola) — село в Польщі, у гміні Лешноволя Пясечинського повіту Мазовецького воєводства.
Населення — 1129 осіб (2011).
У 1975-1998 роках село належало до Варшавського воєводства.

## Демографія
Демографічна структура станом на 31 березня 2011 року:
|          | Загалом | Допрацездатний вік | Працездатний вік | Постпрацездатний вік |
| -------- | ------- | ------------------ | ---------------- | -------------------- |
| Чоловіки | 557     | 148                | 360              | 49                   |
| Жінки    | 572     | 120                | 348              | 104                  |
| Разом    | 1129    | 268                | 708              | 153                  |